# Ludolf (syn Ottona I)
Ludolf (ur. 930 lub 931, zm. 6 września 957 w Pombii) – książę Szwabii. Nazwane od jego imienia powstanie Ludolfa w latach 951-954 zagroziło istnieniu państwa wschodniofrankijskiego.

## Młodość i małżeństwo
Ludolf był synem króla Ottona I z dynastii Ludolfingów i jego żony Edyty Angielskiej. Jako najstarszy syn Ottona I był przeznaczony na jego następcę i otrzymał staranne wykształcenie. Hrotsvitha opisywała go jako łagodnego, spokojnego i pokornego, roztropnego i przede wszystkim mądrego. Był to typowy opis przyszłego władcy.
Ludolf zaczął wcześnie być przedmiotem planów politycznych swojego ojca. W 939 r. został zaręczony z Idą, jedynym dzieckiem księcia szwabskiego Hermana I z dynastii Konradynów, który był wiernym sojusznikiem Ottona I. Ida była spadkobierczynią dóbr rodowych obejmujących Szwabię oraz tereny nad rzekami Wezerą i Lahn. Poprzez ten związek wzrastało znaczenie rodu Ludolfingów.
Ślub Ludolfa i Idy nastąpił na przełomie 947 i 948. Niedługo później 10 grudnia 949 r. zmarł Herman szwabski i zięć odziedziczył jego posiadłości. Był wtedy księciem i następcą ojca. Po śmierci królowej Edyty Ida stała się najważniejszą kobietą w Rzeszy.

## Bunt
W listopadzie 950 zmarł niespodziewanie król Włoch Lotar II. Berengar z Ivrei przejął władzę i uwięził wdowę po Lotarze Adelajdę Burgundzką, daleką krewną Ludolfingów i siostrę zaprzyjaźnionego z Ottonem I króla Burgundii. Berengar obawiał się, że Adelajda zawierając ponowne małżeństwo przekaże swojemu małżonkowi prawa do korony. Otton I, który był wdowcem, znalazł w ten sposób pretekst do interwencji i zaplanował na jesień 951 wyprawę do Włoch.
Wiosną lub latem 951, czyli jeszcze przed ojcem, Ludolf wyruszył z wojskiem do Italii. Chciał w ten sposób zabezpieczyć swoje prawa do włoskiego tronu, które nabył poprzez małżeństwo. Berta, matka Adelajdy i Ida, żona Ludolfa były przyrodnimi siostrami. Obie poprzez matkę Regelindę pochodziły z włoskich Karolingów. Wyprawa Ludolfa spotkała się z przeciwdziałaniem jego stryja księcia bawarskiego Henryka I. Północne Włochy od dziesięcioleci były bowiem w kręgu zainteresowań władców bawarskich. Intrygi Henryka zmusiły Ludolfa do wycofania się z Italii. Te wydarzenia przygotowały grunt do buntu.
Henryk wcześniej buntował się przeciw bratu, ale później się z nim pogodził i został jego doradcą. Ludolf poczuł się przez niego zagrożony. Święta Bożego Narodzenia w 951 spędził zgodnie z królewskim ceremoniałem w Kaiserpfalz Saalfeld, miejscu gdzie zaczęła się ostatnia rebelia Henryka. Posunięcie to miało wyraźnie charakter prowokacji i żądania uznania jego pozycji jako współwładcy. Ludolfa wsparł jego szwagier Konrad Czerwony. Żywił on urazę do Ottona I za odrzucenie traktatu, który zawarł w jego imieniu. Król podjął tę decyzję pod wpływem rady brata Henryka. Istotnym czynnikiem wpływającym na decyzję Ludolfa o rozpoczęciu buntu było małżeństwo ojca z Adelajdą Burgundzką. Obawiał się on, że potomstwo z tego związku będzie dziedziczyć koronę po Ottonie I.
Powstanie wybuchło jesienią 952 Na Wielkanoc 952 Ludolf i Konrad prowadzili w Moguncji rozmowy z Ottonem I. Uzgodniono wówczas, że Henryk zostanie uwięziony, gdy przybędzie na święta. Wkrótce jednak Otto I pod wpływem książąt wypowiedział w Dortmundzie umowę i przez 2 miesiące oblegał Ludolfa i Konrada w Moguncji. Do buntu przystąpiła Bawaria, gdzie rządy Henryka nie cieszyły się popularnością. Spowodowało to ponowne podjęcie rozmów, w których Ludolf i Konrad podkreślali, że nie występują przeciw Henrykowi, ale przeciw wpływom Henryka. Otto był gotów przebaczyć synowi i zięciowi, ale żądał wydania pozostałych spiskowców. Z powodu tego żądania rozmowy zostały zerwane.
Następnej nocy Ludolf opuścił Moguncję i udał się do Ratyzbony. Położenie Ottona I było wówczas krytyczne, gdyż spośród pięciu księstw tylko Frankonia stanęła po jego stronie. Pod koniec 953 król musiał przerwać oblężenie Ratyzbony.
W 954 powstanie Ludolfa przeżywało kryzys. Konrad Czerwony spotkał się z bratem Ottona I, arcybiskupem Kolonii Brunonem, który go przekonał, że powstanie ma charakter antykrólewski i grozi mu utrata Lotaryngii. Równocześnie biskup Augsburga Ulryk pokonał buntowników. W tym samym czasie nastąpił też najazd Węgrów. Obie walczące strony oskarżały się wzajemnie o sprowadzenie wrogów. Ludolf zapłacił Węgrom okup, a Konrad umożliwił im przejście przez Lotaryngię przysyłając im przewodnika. Nie wiadomo, czy Węgrzy zostali sprowadzeni przez którąś ze stron konfliktu czy też wykorzystali osłabienie kraju wojną domową. Jednak to stronnicy Ludolfa mieli wcześniej przyjazne z nimi kontakty. Część zwolenników opuściła buntowników, co skłoniło ich do rozpoczęcia rozmów. Ludolf, Konrad i biskup moguncki Fryderyk, który zresztą opuścił buntowników po rozpoczęciu wojny domowej, spotkali się 16 czerwca 954 w Langenzenn z Ottonem I i Henrykiem bawarskim. Tym razem Otton I zrezygnował z żądania wydania uczestników spisku i w ten sposób udało mu się odciągnąć Konrada i Fryderyka z obozu Ludolfa. Ten ostatni spierał się z Henrykiem o to, który z nich sprowadził Węgrów. W końcu Ludolf zerwał rozmowy i powrócił do Ratyzbony. Nie miał już jednak sojuszników. Henryk przez kilka miesięcy oblegał go w Ratyzbonie i w końcu zdobył, a także spalił miasto. Ludolf zbiegł i przybył do Saufeld, gdzie Otton I polował, aby prosić go o przebaczenie. Król wybaczył synowi i w ten sposób bunt został zakończony. Ludolf i Konrad utracili swoje księstwa, ale zachowali dobra alodialne.

## Ostatnie lata
Po zakończeniu buntu Ludolf nie był wzmiankowany przez pewien czas w źródłach. Nie brał udziału w bitwie nad rzeką Lech; być może walczył ze Słowianami w Saksonii. Ugodę syna z ojcem zapośredniczył zapewne arcybiskup Brunon. Ludolf jako dorosły syn Ottona, który miał własne potomstwo, był ważny dla kontynuacji dynastii. Synowie Ottona I z małżeństwa z Adelajdą Burgundzką byli jeszcze niepełnoletni i na razie nie gwarantowali trwania rodu. Zgodę ułatwiła śmierć Henryka bawarskiego w 955. Ludolf otrzymał od ojca w 956 zadanie obrony jego włoskich interesów, przeciw którym wystąpił Berengar z Ivrei. Wyruszył wraz z wojskiem do Italii i szybko wyparł przeciwnika na południe. Nie wiadomo, jakie plany miał Otton I wysyłając syna do Włoch. Ludolf zmarł bowiem niespodziewanie na febrę. Być może chciał go odsunąć od polityki wewnątrzniemieckiej; możliwe, że chciał mu wydzielić podległe sobie królestwo. Zwłoki Ludolfa zostały sprowadzone do Niemiec. Spoczął zapewne w opactwie św. Albana w Moguncji lub opactwie św. Piotra i Aleksandra w Aschaffenburgu, które założył.

## Rodzina Ludolfa
Ludolf był żonaty z Idą, córką księcia szwabskiego Hermana I, która przeżyła męża i zmarła w 986 Jego syn Otton był od 972 księciem Szwabii, a od 976 także Bawarii. Córka Matylda była opatką w Essen. Wraz z jej śmiercią w 1011 wymarła szwabska linia Ludolfingów.

## Ludolf w literaturze pięknej
Powstanie Ludolfa przeciw ojcu szybko w zbiorowej świadomości zmieszało się z innym buntem, który wzniecił książę szwabski Ernest II. Wydarzenia te znalazły odbicie w wierszowanym eposie Herzog Ernst napisanym około 1180.

## Literatura
- Helmut Beumann: Die Ottonen. 5. Aufl., Verlag W. Kohlhammer, Stuttgart u.a. 2000, ISBN 3-17-016473-2.
- Winfrid Glocker: Die Verwandten der Ottonen und ihre Bedeutung in der Politik, Böhlau Verlag Köln 1989, ISBN 3-412-12788-4.
- Ludger Körntgen: Ottonen und Salier. Wissenschaftliche Buchgesellschaft, Darmstadt 2002, ISBN 3-534-15186-0.